# Pakt je zak
Pakt je zak is een nummer van de Belgische band Preuteleute.
De song gebruikt de muziek van Against All Odds (Take a Look at Me Now) van Phil Collins, maar is tekstueel een parodie op de originele inhoud van de song.
Het nummer belandde op de 26ste plaats in de top-30 van beste West-Vlaamse songs aller tijden.

## Meewerkende artiesten
- Producer:
  - Tom Vanrijckeghem
- Muzikanten:
  - Sebastien Dewaele (Zang)
  - Tom Vanrijckeghem (Keyboards, zang)
  - Marc Bruijn (Drums)